# Жестокий город
«Жестокий город» (англ. Cold Sassy Tree) — кинофильм по мотивам романа Олив Энн Бернс «Cold Sassy Tree». Рекомендован к просмотру детям 13 лет совместно с родителями.

## Сюжет
5 июля 1906 года Ракер Блейксли объявляет, что намерен жениться на мисс Лав Симпсон, модистке в его магазине, которая моложе, чем он. Эта новость была встречена семьёй Блейксли отрицательно, поскольку он овдовел только три недели назад.

## Фильмы и театральные постановки
- Карлайл Флойд написал оперу, основанную на книге.